# 新中川町停留場
新中川町停留場（しんなかがわまちていりゅうじょう、新中川町電停）は、長崎県長崎市新中川町にある長崎電気軌道蛍茶屋支線の停留場である。駅番号は41。
2号・3号・4号・5号各系統が停車する。

## 歴史
当停留場は1934年（昭和9年）に中川町停留場（なかがわまちていりゅうじょう）として開業した。馬町 - 蛍茶屋間の開通と同日の開業である。新中川町停留場に改称したのは1947年（昭和22年）のことで、改称に合わせて停留場は隣の新大工町停留場寄りに0.2キロメートル移設している。
この新大工町停留場との間にはかつて桜馬場町停留場（さくらばばまちていりゅうじょう）が置かれていたが、太平洋戦争下の1944年（昭和19年）に急行運転が開始されたことにより廃止されている。

### 年表
- 1934年（昭和9年）12月20日：中川町停留場として開業[2]。
- 1947年（昭和22年）12月：新大工町寄りに移設、新中川町停留場に改称[2]。
- 1988年（昭和63年）3月18日：蛍茶屋寄りに移設[2]。
- 2010年（平成22年）3月22日：停留場に横断歩道とスロープを設置[5]。

## 構造
新中川町停留場は併用軌道区間にあり、道路上にホームが置かれる。ホームは2面あり、東西方向に伸びる2本の線路を挟んで向かい合わせに配置されている（相対式ホーム）。線路の北側にあるのが蛍茶屋方面行きのホーム、南側にあるのが西浜町・長崎駅前方面行きのホーム。戦前よりホーム（安全地帯）が設けられている数少ない停留場の一つだったが、安全地帯は戦時中に軍の命令により一度撤去されている。
停留場には横断歩道橋が接続するほか、横断歩道も設けられる。歩道橋は近くの小学校に通う児童の安全を守るため、昭和40年代に設置されたものである。横断歩道は2010年（平成22年）、歩道橋だけでは停留場の利用に不便であることから利便性の向上のため追加で設置された。

## 利用状況
長崎電軌の調査によると1日の乗降客数は以下の通り。朝と夕方は近くの学校に通う学生の利用が多い。
- 1998年 - 3,101人[1]
- 2015年 - 2,700人[11]

## 周辺
住宅街が広がる。停留場の前には長崎市立伊良林小学校があり、近くには中学校や高校もある。日本の近代医学の祖・シーボルトの邸宅跡とシーボルト記念館は停留場から徒歩15分ほどの距離にあり、当停留場が最寄り。
- 長崎市立桜馬場中学校
- 長崎県立鳴滝高等学校
- 瓊浦高等学校

## 隣の停留場
長崎電気軌道
蛍茶屋支線
新大工町停留場 (40) - 新中川町停留場 (41) - 蛍茶屋停留場 (43)